# ورونا (ویرجینیا)
ورونا (به انگلیسی: Verona) یک منطقهٔ مسکونی در ایالات متحده آمریکا است که در شهرستان آگاستا، ویرجینیا واقع شده‌است. ورونا ۱۸٫۲ کیلومتر مربع مساحت و ۴٬۲۳۹ نفر جمعیت دارد و ۳۹۴ متر بالاتر از سطح دریا واقع شده‌است.